# 分水寮
分水寮，原寫為分水藔，是臺灣南投縣中寮鄉的一個傳統地域名稱，位於該鄉西北部。相較於今日行政區，其範圍大致包括永和村、永芳村、永福村最北端。

## 歷史
台灣清治末期至日治初期，分水寮地區為一街庄，稱為「分水藔庄」，隸屬於南投堡。該庄西及西北與軍功藔庄為鄰，北與坪頂庄為鄰，東邊為龍眼林庄，南邊為中藔庄、二重溪庄，西南邊為包尾庄。
1901年（日治明治三十四年）11月，全台廢縣廳改設二十廳，該庄隸屬於南投廳。1903年（明治三十六年）6月，該庄編入「營盤口區」，隸屬於南投廳。1909年（明治四十二年）10月，合併二十廳為十二廳，營盤口區仍隸屬於南投廳。1920年（大正九年），全台地方制度大改正，廢十二廳改設五州二廳，該庄改制並雅化為「分水寮」大字，隸屬於臺中州南投郡中寮庄。
戰後中寮庄改制為中寮鄉，隸屬於臺中縣，大字亦改制為村。1950年10月，中、彰、投分治，中寮鄉改隸屬南投縣。

## 聚落
本地區發展較早的聚落有分水藔、猪肚潭、大坵園、柴城等，在日治期初期的官方地圖上已有記載。此外，本地區尚有大崎腳、楓子嶺、花盆、竹欉、紅銀土坑、新城、大坑、小坑、竹圍子、火燒寮坑、黑土堀、十八彎仔、蔗萬坑、眉仔陀等聚落。

## 交通
鄉道投17線（南坪路、龍草路、鄉林巷）是青仔宅至中寮的道路，大致先以西北—東南走向蜿蜓經過分水嶺地區東北角，再以北北西—南南東走向轉西北—東南走向經過本地區中部凸出部分，最後以東南—西北走向到達本地區東南部邊界，再以東北微北—西南微南走向沿邊界行一小段路後出境。由該道路北段北側向西北可前往坪頂、南埔並止於省道台14線路口；由南段南側向西南微南轉東南再轉南南西可前往中寮、鄉親寮並止於縣道139號路口。
鄉道投22線（龍南路）是軍功寮至清水的道路，大致以西北西—東南東走向由本地區西南部凸出部分的西側邊界偏北處入境後，轉東北東再轉東北蜿蜒而行，經樟平溪南龍二號橋、鄉道投22-1線終點路口後，沿樟平溪谷蜿蜒而行，至本地區東部邊界中央地帶轉東南出境。由該道路向西北西轉西南西可前往軍功寮並止於省道台14乙線路口；向東南轉東北再轉東可前往龍眼林地區中部偏東南東並止於瀧林巷西側龍鳳橋南端不遠處。
鄉道投22-1線（東山路）是南投酒廠至分水寮的道路，其東側端點位於本地區中部偏西永和國小東北側的鄉道投22線路口。由此向西轉西北西繞大彎轉北北東出境後，轉北北西可前往軍功寮地區的拔子頭聚落，軍功寮聚落東郊並止於鄉道投22線的另一路口。

## 學校
- 永和國小

## 廟宇
- 石龍宮（土地祠）